# Слободчиков Олексій Терентійович
Слободчиков Олексій Терентійович (1922, Михайлівка — 8 травня 1944) — радянський офіцер, Герой Радянського Союзу, в роки радянсько-німецької війни командир батальйону 1-го гвардійського стрілецького полку (2-а гвардійська стрілецька дивізія, 56-а армія, Північно-Кавказький фронт), гвардії майор.

## Біографія
Народився у 1922 році в селі Михайлівці (тепер Вільнянського району Запорізької області) в селянській родині. Закінчив Мелітопольський учительський інститут.
В Червоній армії — з 1940 року, у 1941 році закінчив Одеське піхотне училище. З вересня 1941 року — на фронті. У 1942 році закінчив курси «Постріл». Лейтенант, командир батальйону 1-го гвардійського стрілецького полку. Воював на Південному, Північно-Кавказькому фронтах. Брав участь у боях під Ростовом, відзначився у Керченсько-Ельтигенській операції. 2 листопада 1943 року батальйон висадився на березі Керченської протоки, подолав круті береги, зломив опір ворога і опанував населеним пунктом Бакси. У цьому бою батальйон завдав ворогові великих втрат у живій силі. Звання Героя Радянського Союзу присвоєно 17 листопада 1943 року. 

Могила Олексія Слободчикова

Загинув у бою під Севастополем при штурмі Сапун-гори 8 травня 1944 року. Похований у Севастополі на кладовищі Комунарів. 

## Нагороди, пам'ять
Нагороджений орденом Леніна, двома орденами Червоного Прапора, орденом Олександра Невського, медалями.
Ім'я Слободчикова викарбувано на обеліску на горі Мітрідат у Керчі.
Наразі на честь Олексія Слободчикова названий ліцей у с.Михайлівка (Запорізького р-ну Запорізької обл.)